# Nijel Amos
Nijel Carlos Amilfitano Amos (Botsuana; 15 de marzo de 1994) es un corredor de media distancia de Botsuana que se especializa en la disciplina de 800 metros. Representó a Botsuana en los Juegos Olímpicos de 2012 y en los Juegos Olímpicos de 2016.

## Primeros años
Amos es de Marobela Village en la parte noreste de Botsuana. Fue a Shangano Community Junior Secondary School (2007-2009) en Nshakazhogwe y Tutume McConnel Community College (2010-2012).

## Carrera
En el Campeonato Júnior de Atletismo de África 2011, Amos pasó el tiempo récord de Botsuana Júnior de 1:47.28. Continuó mejorando en su historial, Amos terminó quinto en los 800 metros en los Campeonatos Mundiales de Atletismo Juvenil 2011. En 2012, mejoró su récord a Nacional Superior de 1:43.11 durante una carrera en Mannheim. Se convirtió en campeón en el Campeonato Mundial de Atletismo Júnior de 2012, terminando en un nuevo récord de campeonato de 1:43.79. En los Juegos Olímpicos de 2012, Amos ganó una medalla de plata en los 800 m masculino, la primera medalla olímpica para su país. Su tiempo de 1:41.73 estableció un nuevo récord mundial júnior detrás del nuevo récord mundial establecido por David Rudisha y está empatado con Sebastián Coe por la tercera persona más rápida. Pero en los Juegos Olímpicos de 2016 su resultado no fue tan favorable ya que terminó 7to en su serie en la primera ronda y en el puesto 49° de 58 participantes en el sumario total. En julio de 2022, Nijel Amos fue suspendido provisionalmente por dopaje, a pocos días de la inauguración del Campeonato Mundial en Eugene, Estados Unidos. Nijel Amos dio positivo por un modulador metabólico..